# Mestore (figlio di Priamo)
Mestore (in greco antico: Μήστωρ?,  Mḕstōr) è un personaggio della mitologia greca, figlio illegittimo di Priamo. 

## Mitologia
Incaricato dal padre di sorvegliare le mandrie di buoi sul Monte Ida, venne sorpreso da Achille, il quale iniziò una barbara razzia del bestiame ed uccise anche i mandriani, compreso Mestore. 

Priamo pianse la morte del figlio e lo chiamò eroe divino accanto a Troilo ed Ettore.